# Ekeshögarna
Ekeshögarna este o arie protejată (arie specială de conservare — SAC, sit de importanță comunitară — SCI) din Suedia întinsă pe o suprafață de 5,2 ha, integral pe uscat.

## Localizare
Centrul sitului Ekeshögarna este situat la coordonatele 55°50′19″N 13°04′57″E / 55.8387°N 13.0824°E.

## Înființare
Situl Ekeshögarna a fost declarat sit de importanță comunitară în noiembrie 2003 pentru a proteja 1 specie de plante. Situl a fost protejat și ca arie specială de conservare în martie 2011.

## Biodiversitate
Situată în ecoregiunea continentală, aria protejată conține 1 habitat natural: Pajiști fino-scandinave uscate până la mezice, bogate în specii de altitudine mică.
La baza desemnării sitului se află o specie protejată de  plante: Dianthus arenarius subsp. arenarius.